# Panunggalan (Pengadegan)
Panunggalan is een bestuurslaag in het regentschap Purbalingga van de provincie Midden-Java, Indonesië. Panunggalan telt 1970 inwoners (volkstelling 2010).